# Platoon (videogioco 1987)
Platoon è un videogioco pubblicato nel 1987-1988 da Ocean Software, prima per gli home computer a 8 bit e poi per quelli a 16 bit e il Nintendo Entertainment System.
Ispirato al film di guerra Platoon, è composto da livelli con meccanica di gioco diversa, sia in terza sia in prima persona.
Nel 1988 Sunsoft sviluppò anche una conversione per sala giochi, anche nota con il titolo Vs. Platoon, basata su quella NES e sul sistema Nintendo Vs. Series in licenza da Nintendo. 
Le versioni originali 8 bit in cassetta (Amstrad CPC, Commodore 64, ZX Spectrum) e a 16 bit   per Amiga 500 includono una cassetta audio con The Tracks of My Tears di Smokey Robinson, parte anche della colonna sonora del film.
Un altro Platoon basato sul film, ma non correlato, è uscito nel 2002 per Windows.

## Trama
Un plotone di cinque soldati statunitensi nella Guerra del Vietnam attraversa la giungla in cerca di un villaggio che ospita una base dei Viet Cong. Dovranno far saltare un ponte con l'esplosivo per tagliare la strada a un grosso gruppo di inseguitori. Una volta al villaggio, perquisendo le capanne trovano una botola che porta a un sistema di gallerie usato dai guerriglieri. Fuoriusciti dalle gallerie, cala la notte e il plotone asserragliato in una trincea deve difendersi da un massiccio attacco. L'indomani vengono informati via radio che la zona sta per essere bombardata con il napalm e devono raggiungere in fretta una zona sicura attraverso la giungla. Tuttavia trovano il bunker occupato dal sanguinario sergente Barnes, che è responsabile dell'assassinio del loro precedente ufficiale e vuole eliminare anche i testimoni, e devono riuscire a espugnarlo prima di potervisi rifugiare. Ucciso Barnes e passato il bombardamento, il plotone ottiene il meritato ritorno a casa.

## Modalità di gioco
Il gioco è composto da quattro livelli:
1. Giungla e villaggio: si attraversa un labirinto di ambienti a scorrimento orizzontale collegati da passaggi perpendicolari, con movimento bidimensionale e visuale in terza persona laterale. Il percorso è infestato da trappole e Viet Cong. Il giocatore controlla uno dei soldati alla volta, ma può sostituirlo in ogni momento con uno degli altri, ad esempio per non mettere a rischio quelli già feriti. Può saltare e abbassarsi, sparare e lanciare granate, entrambi con munizioni limitate. Nell'ultima parte si esplorano le capanne del villaggio, che diventano temporaneamente trasparenti, alla ricerca di oggetti necessari a proseguire e della botola.
2. Gallerie: il gioco diventa uno sparatutto in prima persona con una minimappa che occupa metà dello schermo. Quando si incontrano i guerriglieri, che spuntano fuori anche dall'acqua che allaga i tunnel, il movimento si ferma e si passa a controllare il mirino. Quando si entra in una stanza il mirino diventa un puntatore per esaminare gli oggetti; si trovano così elementi necessari a proseguire, rifornimenti o trappole.
3. Bunker: questo è uno sparatutto con mirino a schermata fissa; l'immagine è buia e dei nemici si notano solo i lampi degli spari, a meno che il giocatore illumini temporaneamente la scena con un bengala. Munizioni e bengala sono limitati.
4. Giungla e bunker di Barnes: un labirinto di schermate fisse in terza persona 2.5D, da attraversare dal basso all'alto dello schermo evitando ostacoli e sparando ai nemici, con l'aiuto di una bussola. Munizioni e tempo totale sono limitati. Il boss finale è Barnes, da colpire con le granate.

Ciascuno dei 5 membri del plotone può subire fino a 4 colpi prima di morire. C'è anche un indicatore complessivo del morale, che decresce quando si subiscono ferite o si colpiscono civili innocenti, e si ricarica raccogliendo cibo e medicinali. Si viene sconfitti se il morale arriva a zero, oltre che se muoiono tutti i membri della squadra.